# Золотий м'яч 1994
«Золотий м'яч 1994»

20 грудня 1994
Найкращий футболіст Європи: 
 Христо Стоїчков
 (вперше)

← 1993 * Золотий м'яч * 1995 →
Золотий м'яч 1994 року — 39-те щорічне вручення нагороди найкращому футболісту Європи, за підсумками опитування від журналу «Франс Футбол».

## Процедура голосування
Політичні перетворення в Європі сприяли значному збільшенню кількості респондентів опитування. За рахунок розпаду СРСР та Югославії до участі в опитуванні були допущені представники ЗМІ Азербайджану, Білорусі, Вірменії, Грузії, Естонії, Латвії, Литви, Молдови, України, Боснії, Хорватії, Македонії та Словенії. Вперше представниками окремих країн в опитуванні взяли участь журналісти Чехії та Словаччини, також були долучені журналісти Уельсу, Північної Ірландії, Ліхтенштейну, Сан-Марино та Фарерських островів.
Традиційно в опитуванні взяли участь також представники таких країн: Австрії, Албанії, Англії, Бельгії, Болгарії, Греції, Данії, Італії, Ірландії, Ісландії, Іспанії, Кіпру, Люксембургу, Мальти, Нідерландів, Німеччини, Норвегії, Польщі, Португалії, Румунії, Росії, Туреччини, Угорщини, Фінляндії, Франції, Швейцарії, Швеції, Шотландії та Югославії.
Загалом у голосуванні за визначення найкращого футболіста в Європі взяли участь представники 49 футбольних асоціацій УЄФА.
Кожен із членів журі обирав п'ятьох футболістів, які, на його думку, є найкращими гравцями Європи. За перше місце нараховували 5 очок, за друге — чотири, за третє — три, за четверте — два, за п'яте — одне очко. Переможець максимально міг отримати 245 очок.
Результати голосування були опубліковані 20 грудня 1994 року в журналі France Football (№ 2541).

## Підсумки голосування
Володарем нагороди 28-річний болгарський нападник клубу «Барселона» Христо Стоїчков, який у тому ж році у складі збірної Болгарії дійшов до півфіналу чемпіонату світу, а також став найкращим бомбардиром турніру.
Друге місце посів торішній лауреат нагороди, фіналіст чемпіонату світу у складі збірної Італії Роберто Баджо, третє місце у його співвітчизника Паоло Мальдіні, фіналіста чемпіонату світу та переможця Ліга чемпіонів УЄФА.
Христо Стоїчков перший болгарський футболіст, а також третій гравець «Барселони», після Луїса Суареса (1960) та Йогана Кройфа (1973, 1974), який вигравав «Золотого м'яча»,
| Місце | Гравець            | Клуб                           | Країна    | Очки | %      | Місця | Місця | Місця | Місця | Місця | К-ть голосів |
| Місце | Гравець            | Клуб                           | Країна    | Очки | %      | 1-ше  | 2-ге  | 3-тє  | 4-те  | 5-те  | К-ть голосів |
| ----- | ------------------ | ------------------------------ | --------- | ---- | ------ | ----- | ----- | ----- | ----- | ----- | ------------ |
| 1     | Христо Стоїчков    | Барселона                      | Болгарія  | 210  | 85.7 % | 28    | 13    | 5     | 1     | 1     | 48           |
| 2     | Роберто Баджо      | Ювентус                        | Італія    | 136  | 55.5 % | 6     | 17    | 6     | 7     | 6     | 42           |
| 3     | Паоло Мальдіні     | Мілан                          | Італія    | 109  | 44.5 % | 8     | 8     | 7     | 7     | 2     | 32           |
|       |                    |                                |           |      |        |       |       |       |       |       |              |
| 4     | Георге Хаджі       | Брешія Барселона               | Румунія   | 68   | 27.8 % | 4     | 5     | 2     | 9     | 4     | 24           |
| 4     | Томас Бролін       | Парма                          | Швеція    | 68   | 27.8 % | 1     | 2     | 12    | 7     | 5     | 27           |
| 6     | Юрген Клінсманн    | Монако Тоттенгем Готспур       | Німеччина | 43   | 17.6 % | 1     | 1     | 5     | 5     | 9     | 21           |
| 7     | Томас Равеллі      | Гетеборг                       | Швеція    | 21   | 8.6 %  | 1     |       | 2     | 1     | 8     | 12           |
| 8     | Ярі Літманен       | Аякс                           | Фінляндія | 12   | 4.9 %  |       |       | 2     | 2     | 2     | 6            |
| 9     | Марсель Десаї      | Мілан                          | Франція   | 8    | 3.3 %  |       | 1     | 1     |       | 1     | 3            |
| 9     | Деян Савичевич     | Мілан                          | Югославія | 8    | 3.3 %  |       |       | 2     |       | 2     | 4            |
|       |                    |                                |           |      |        |       |       |       |       |       |              |
| 11    | Франко Барезі      | Мілан                          | Італія    | 7    | 2.9 %  |       | 1     | 1     |       |       | 2            |
| 11    | Мішель Прюдомм     | Мехелен Бенфіка                | Бельгія   | 7    | 2.9 %  |       |       |       | 3     | 1     | 4            |
| 13    | Мікаель Лаудруп    | Барселона Реал Мадрид          | Данія     | 4    | 1.6 %  |       | 1     |       |       |       | 1            |
| 13    | Йордан Лечков      | Гамбург                        | Болгарія  | 4    | 1.6 %  |       |       |       | 2     |       | 2            |
| 13    | Ерік Кантона       | Манчестер Юнайтед              | Франція   | 4    | 1.6 %  |       |       |       | 1     | 2     | 3            |
| 16    | Красимир Балаков   | Спортінг (Лісабон)             | Болгарія  | 3    | 1.2 %  |       |       | 1     |       |       | 1            |
| 16    | Хосе Луїс Камінеро | Атлетіко (Мадрид)              | Іспанія   | 3    | 1.2 %  |       |       | 1     |       |       | 1            |
| 16    | Жан-П'єр Папен     | Мілан Баварія (Мюнхен)         | Франція   | 3    | 1.2 %  |       |       | 1     |       |       | 1            |
| 16    | Лотар Маттеус      | Баварія (Мюнхен)               | Німеччина | 3    | 1.2 %  |       |       | 1     |       |       | 1            |
| 16    | Джузеппе Сіньйорі  | Лаціо                          | Італія    | 3    | 1.2 %  |       |       |       | 1     | 1     | 2            |
| 21    | Філіпп Альбер      | Андерлехт Ньюкасл Юнайтед      | Бельгія   | 2    | 0.8 %  |       |       |       | 1     |       | 1            |
| 21    | Отто Конрад        | СВ Казино Зальцбург (Ред Булл) | Австрія   | 2    | 0.8 %  |       |       |       | 1     |       | 1            |
| 21    | Чіріако Сфорца     | Кайзерслаутерн                 | Швейцарія | 2    | 0.8 %  |       |       |       | 1     |       | 1            |
| 24    | Кеннет Андерссон   | Лілль Кан                      | Швеція    | 1    | 0.4 %  |       |       |       |       | 1     | 1            |
| 24    | Звонимир Бобан     | Мілан                          | Хорватія  | 1    | 0.4 %  |       |       |       |       | 1     | 1            |
| 24    | Мартін Далін       | Боруссія (Менхенгладбах)       | Швеція    | 1    | 0.4 %  |       |       |       |       | 1     | 1            |
| 24    | Пеп Гвардіола      | Барселона                      | Іспанія   | 1    | 0.4 %  |       |       |       |       | 1     | 1            |
| 24    | Андреас Меллер     | Ювентус Боруссія (Дортмунд)    | Німеччина | 1    | 0.4 %  |       |       |       |       | 1     | 1            |

## Цікаві факти

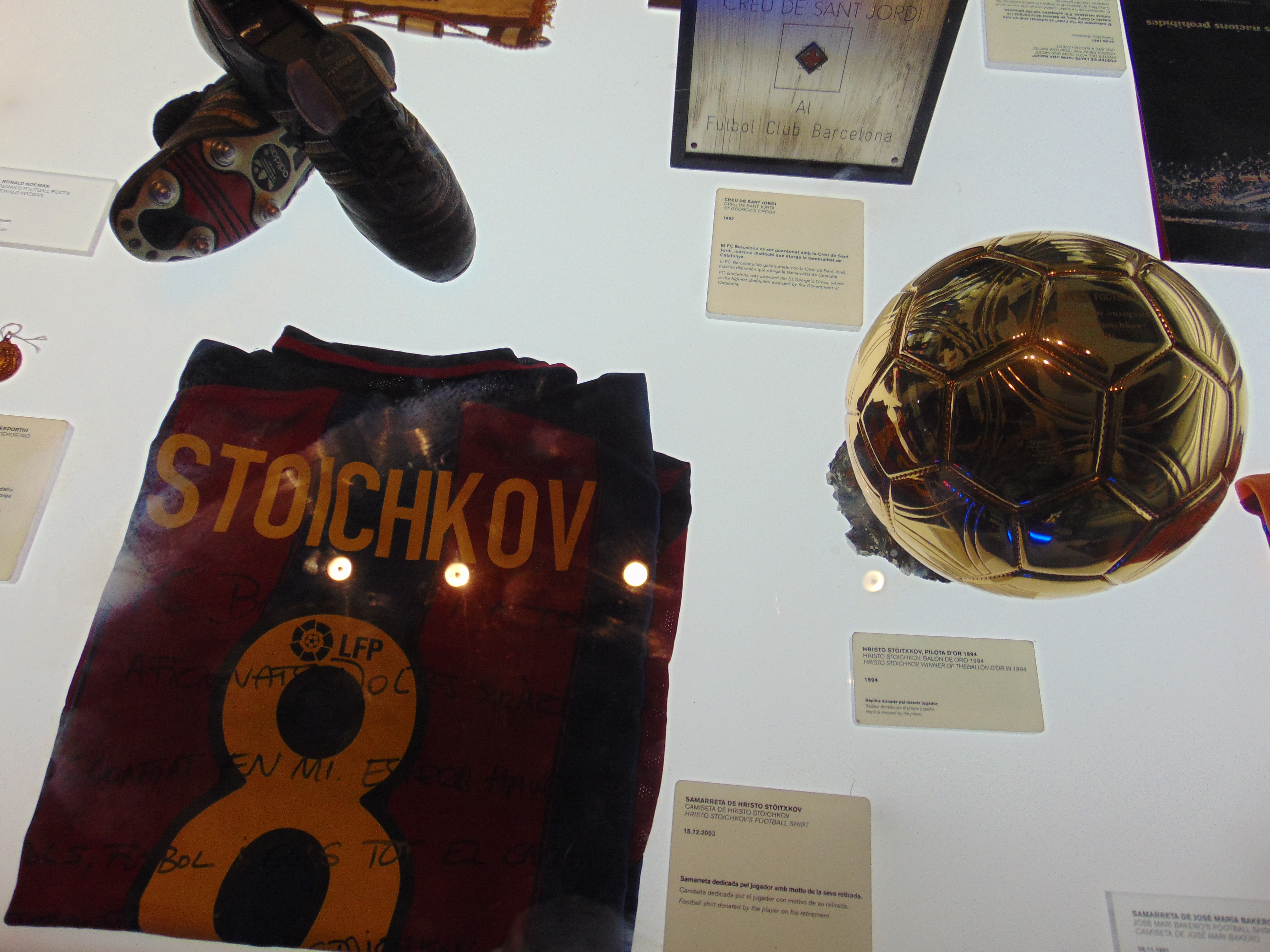
Золотий м'яч Христо Стоїчкова

- Розподіл за амплуа серед 28 футболістів згаданих в анкетах наступний: 3 воротарі, 4 захисники, 10 півзахисників та 11 нападників.[1]
- Христо Стоїчков став 29-м футболістом володарем нагороди «Золотий м'яч».
- Христо Стоїчков вчетверте потрапив у підсумковий залік опитування. У 1991 році болгарин набравши 3 очки посів 13 місце, у 1992 році — 2 місце (80 очок), у 1993 — 12 місце (6 очок).
- Христо Стоїчков переміг з рекордним показником за кількістю набраних очок — 210, що пов'язано зі збільшенням кількості респондентів до 49. Болгарському гравцеві при цьому свої голоси віддали 48 із 49 респондентів.
- Представник Болгарії вперше виграв трофей «Золотий м'яч». За історію вручення нагороди «Золотий м'яч» Христо Стоїчков залишається єдиним болгарським володарем трофея.
- Лідером за кількістю «Золотих м'ячів» залишалися Нідерланди — 7 нагород, у Німеччини було 6 нагород, у Франції — 5, Англії та Італії — по 4, в Іспанії та СРСР — по 3 нагороди.
- Вчетверте лауреатом опитування став футболіст «Барселони». До Христо Стоїчкова, це також вдавалося Луїсу Суаресу (1960) та двічі Йогану Кройфу (1973, 1974).
- «Барселона» стала 4-м клубом представник якого виграв трофей «Золотий м'яч» щонайменше 4 рази. Найбільше таких нагород було у «Ювентуса» — 6, «Мілан» та «Баварія» мали по 5 нагород, «Барселона» — 4, у «Манчестер Юнайтед» та мадридського «Реала» було по 3 нагороди.
- 28 згаданих в анкетах футболістів представляли 14 країн, з них найбільше було від Італії та Швеції — по 4, Франції, Німеччини та Болгарії — по 3, від Бельгії та Іспанії  — по 2 гравці.
- Вп'яте поспіль в анкетах респондентів не згадувався жоден представник Португалії.
- Вперше з 1985 року були відсутні представники Нідерландів.
- Вперше з 1988 року, а загалом вп'яте за історії нагороди, були відсутні представники Англії.
- Представники Німеччини 38 років поспіль згадувалися в анкетах респондентів. Усього за 39 років вручення нагороди футболісти Німеччини згадувалися в анкетах хоча б одного разу у 38 опитуваннях, італійські гравці згадувалися у 37 опитуваннях, футболісти Англії та Франції — у 34, Іспанії — у 32, СРСР — у 29, Швеції — у 27, Нідерландів — у 26, Югославії — у 25, Бельгії — у 24, Шотландії — у 23, Португалії — у 22, Угорщини — у 20 опитуваннях.
- Німецькі футболісти найчастіше потрапляли в загальний залік опитувань — 143 разів, італійські — 115, англійські — 104, французькі — 70, нідерландські — 67, радянські — 66, іспанські — 58, угорські — 50, шведські — 42, югославські — 41 раз.
- Всьоме лауреатом трофея став представник іспанської першості. Лідером за цим показником залишався італійський чемпіонат — 12 трофеїв, у німецької першості було 8 трофеїв, в іспанської — 7, англійської — 4 трофеї.
- Всього в анкетах були згадані гравці із 22 клубів, серед них найбільше було представників «Мілана» — 5 та «Барселони» — 3 гравці, інші 20 клубів по одному.
- Всього за 39 років проведення опитувань в анкетах були згадані 485 футболістів зі 174 клубів. Футболісти «Ювентуса» були згадані хоча б одного разу у 29 опитуваннях, мадридського «Реала» — у 27 опитуваннях, «Барселони» — у 26, «Інтернаціонале» та «Мілана» — у 25, «Манчестер Юнайтед» — у 24, «Баварії» — у 23, «Кельна», «Тоттенгем Готспур» та «Аякса» — у 17, «Црвени Звезди» та «Бенфіки» — у 15, празької «Дукли», «Ліверпуля», «Гамбурга» та київського «Динамо» — у 14 опитуваннях.
- Лідером за кількістю футболістів, які фігурували в опитуваннях щотижневика «Франс Футбол» був «Ювентус» — 25 гравців, мадридський «Реал» представляли 22 гравці, «Барселону» та «Мілан» — по 20, «Манчестер Юнайтед» — 19, «Інтернаціонале» — 15, «Кельн» та «Аякс» — по 13, «Ліверпуль» та київське «Динамо» — по 12, «Баварію» та «Бенфіку» — по 11, «Андерлехт», «Црвену Звезду» та «Олімпік» (Марсель) — по 10 футболістів.
- Вперше в опитуваннях були згадані футболісти 3 клубів — «Ньюкасл Юнайтед», СВ «Казино Зальцбург» (з 2005 року — «Ред Булл Зальцбург») та «Кан».
- Вперше в опитуваннях були згадані 11 футболістів, серед них: Томас Равеллі, Марсель Десаї, Звонимир Бобан та Пеп Гвардіола.
- Загалом 485 згаданих в анкетах гравців за історію проведення опитування представляли 32 країни. Лідерами за кількістю таких футболістів були Німеччина — 45, Англія — 43 та Італія — 41 гравець. У десятку лідерів також входили Франція — 34, СРСР — 29, Іспанія — 28, Нідерланди — 25, Югославія — 23, Швеція — 21, Угорщина — 18 гравців.
- Рекордсменами за кількістю попадань у заліки опитувань залишалися Франц Бекенбауер та Йоган Кройф — в обох по 12 номінацій, у Еусебіу та Мішеля Платіні було 11 номінацій, у Льва Яшина, Джанні Рівери, Герда Мюллера — по 10, у Боббі Чарлтона та Сандро Маццоли — було по 9 номінацій. Серед активних на той період гравців найбільшу кількість номінацій мали Мікаель Лаудруп — 8 та Лотар Маттеус — 7.
- Лідером за кількістю потраплянь у чільну п'ятірку залишався Франц Бекенбауер — 10 разів, далі розташовувалися Мішель Платіні — 8, Йоган Кройф — 7, Еусебіу — 6, а також Карл-Гайнц Румменігге та Луїс Суарес — по 5 разів.
- Франц Бекенбауер також залишався лідером за кількістю потраплянь у 10-ку найкращих — 11 разів, за ним йшли Мішель Платіні та Йоган Кройф — по 9, Еусебіу, Джанні Рівера та Герд Мюллер — по 8, Боббі Чарлтон та Карл-Гайнц Румменігге — по 7 разів.